# Chaldäer
Die Chaldäer (auch Kaldäer) waren ein semitisches Volk in Südmesopotamien im 1. Jahrtausend v. Chr. Unabhängig davon existierte ein gleichnamiges Volk an den Ufern des Vansees in Ostanatolien. Diese Chaldaoi und die Chaldäer wurden in den antiken Quellen immer wieder verwechselt, da das Volk von Urartu am Vansee den Gott Chaldi verehrte. Die Geschichte beider Völker verlief aber völlig unabhängig voneinander.

## Herkunft und Bezeichnung
Die babylonischen Chaldäer (akkadisch kurḪašdu, hebräisch kasdîm, aramäisch kaldanajje) sprachen eine semitische Sprache und drangen von der Küste des Persischen Golfes her in Babylonien ein. Sie hatten möglicherweise weitreichende Verbindungen über den Oman bis nach Jemen, weshalb derzeit drei Theorien über ihre Herkunft diskutiert werden:
- Verwandtschaft mit den Aramäern, da aramäische Namen bei ihnen verbreitet waren,
- Verwandtschaft mit den Babyloniern, wegen neuakkadischer Namen,
- Verwandtschaft mit ostarabischen Bevölkerungsgruppen.

Im 8. Jahrhundert v. Chr. passten sich lokale chaldäische Bevölkerungsgruppen den Riten und der Lebensweise der Aramäer in ländlichen Gebieten an. Ebenso übernahmen sie deren Sprache. Zu Beginn der neubabylonischen Dynastie, um 625 v. Chr., war der allgemeine Assimilierungsprozess weit fortgeschritten, sie waren teils aramaisiert und teils babylonisiert, sodass eine Identifizierung der ursprünglichen Chaldäer nicht mehr einfach möglich war.

## Geschichtlicher Überblick
Die babylonischen Chaldäer unterteilten sich in fünf „Häuser“ (Bit), wobei Bit Dakkuri und Bit Amukani die größeren „Häuser/Stämme“ und Bit Sha’alli, Bit Schilani, Bit Jakin die kleineren „Häuser“ repräsentierten. Erstmals werden die babylonischen Chaldäer unter Aššur-nâṣir-apli II. um 883 v. Chr. erwähnt.
Unter Tukulti-apil-Ešarra III. taucht der chaldäische „König des Meerlandes“, Merodach-Baladan (biblische Bezeichnung), aus Bit-Yakin noch als Tributzahler auf. König Nabû-mukīn-zēri eroberte das Land Babylonien, wurde aber von Tiglat-Pileser III. entthront und gefangen gesetzt.
Sargon II. konnte nicht verhindern, dass Merodach-Baladan von 721 bis 710 v. Chr. den Thron von Babylonien einnahm und sich zunächst erfolgreich gegen Sargon II. behaupten konnte. Geschickt konnte er mit einem Bündnis Babylonier / Aramäer / babylonische Chaldäer / Elamiter eine starke antiassyrische Koalition bilden. In einer Schlacht bei Der unterlag Sargon II. noch dem Elamer König Ummanigas (Chuman-nikasch), ehe er 710 v. Chr. Merodach-Baladan ins Exil nach Elam vertreiben konnte. Im Jahr 702 v. Chr. behauptete sich Merodach-Baladan nochmals mehr als neun Monate gegen Sîn-aḫḫe-eriba, ehe er von diesem unweit von Kiš besiegt wurde.
Erst unter ihrem König Nabopolassar gelangten die Chaldäer zur vollen Herrschaft über Babylonien, dessen Thron Nabopolassar 625 v. Chr. bestieg. Dies markiert den Beginn des so genannten Neubabylonischen Reiches.
In späterer Zeit wird die Bezeichnung „Chaldäer“ gleichbedeutend mit Sterndeuter oder Wahrsager, vermutlich wegen der Gelehrtenschulen in Orchoe, Borsippa und Sippar.

## Antike Religion
Die Chaldäer besaßen eine polytheistische Weltanschauung, über die nicht viel bekannt ist. Sicher ist, dass das Volk ausgeprägt an Dämonen glaubte:

„Gegen den Kopf des Menschen richtet seine Macht der verfluchte Asak, gegen das Leben der Menschen der grausame Nemtor, gegen den Hals des Menschen der schändliche Utuk, gegen die Brust des Menschen der verderbenbringende Alu, gegen die Eingeweide des Menschen der böse Ekim, gegen die Hand des Menschen der schreckliche Gallin.“

## „Chaldäer“ als Synonym für Sterndeuter
Als „Chaldäer“ (Chaldaei im antiken Rom) werden im Sprachgebrauch der ersten vor- und nachchristlichen Jahrhunderte auch die sternkundigen Berater und Wissenschaftler in Mesopotamien bezeichnet, über die man in Israel seit dem babylonischen Exil Genaueres wusste (siehe auch das Buch Daniel). Sie waren häufig von persischer oder medischer Herkunft, hatten aber ihr Wirkungsfeld von Mesopotamien und Arabien bis Kleinasien und die Mittelmeerküsten.
Die Chaldäer verstanden sich unter anderem auf Kalenderrechnung und pflegten eine astronomische Symbolsprache zur Darstellung komplexer Zusammenhänge. Im Einflussbereich Babylons hatten sie auch eine religiöse Funktion – vor allem weil man die Planetenbahnen mit ihren unerklärlichen Schleifenbewegungen als Willensäußerung von Gottheiten deutete, die es zu ergründen galt.
Die biblischen Heiligen Drei Könige werden als die „Weisen aus dem Morgenland“ und als Sterndeuter beschrieben, die evtl. aus Babylon kamen, welches ein Zentrum der Astronomie war. Die griechische Fassung des Neuen Testaments berichtet von „Magiern aus dem Osten“ (μάγοι ἀπὸ ἀνατολῶν - Matthäusevangelium Mt 2,1 ), die „einen aufgehenden Stern sahen“ (Εἴδομεν γὰρ αὐτοῦ τὸν ἀστέρα ἐν τῇ ἀνατολῇ - Matthäusevangelium Mt 2,2 ). Deshalb wird teilweise angenommen, dass es sich um Chaldäer gehandelt hat. Alternative Deutungen interpretieren die Gruppe eher als Vertreter des persisch-medischen Raumes oder (basierend auf Vergleichen von alten überlieferten bildlichen Kleidungs-Darstellungen) als Syrer.

## Forschungsgeschichte
Wilhelm Gesenius versuchte die Chaldäer (Chardim) mit den Kurden (Kard) in Verbindung zu bringen. Nach William Loftus rühmte sich der kurdische Stamm der Kaldani, von den Chaldäern abzustammen. In der Sprachwissenschaft wurde der Begriff Chaldäisch als Synonym für Aramäisch verwendet, so auch im Titel der ersten Ausgaben von Gesenius’ Wörterbuch über das Alte Testament (Hebräisches und chaldäisches Handwörterbuch, später: Hebräisches und aramäisches Handwörterbuch).
Spekulationen über einen arischen Ursprung vorderasiatischer Völker wurden Ende des 19. und Anfang des 20. Jahrhunderts zunehmend populär, weil sie das Alter „indoeuropäischer“ oder „arischer“ Zivilisationen erhöhten. In einem Klima des zunehmenden Antisemitismus wollte man die ältesten Zivilisationen der Menschheit nicht den Semiten zuschreiben. „Wenn nun die ursprüngliche babylonische Hochkultur nun doch arisch sein sollte?“, fragte so Daniel Garrison Brinton 1895 hoffnungsvoll.